# موشکی (فیلم)
موشکی (فیلم) (به انگلیسی: La jetée) فیلمی ۲۸ دقیقه‌ای به کارگردانی کریس مارکر با بازی هلنه شاتلیان است.